# Hotline
Een hotline is een communicatieverbinding, vaak een telefoonlijn, waardoor twee partijen snel en rechtstreeks met elkaar kunnen communiceren. Er zijn vele soorten hotlines, waarbij die tussen regeringsleiders van landen en met name de hotline Washington-Moskou het bekendst zijn. Daarnaast worden ook telefoonnummers die snel bereikbaar zijn voor bepaalde dienstverlening aangeduid met de term hotline.

## Hotlines tussen landen
De eerste rechtstreekse communicatieverbinding tussen twee landen was voor zover bekend de hotline Washington-Moskou, die in het kader van de Koude Oorlog in 1963 werd aangelegd om een nucleaire escalatie te voorkomen. Anders dan veel mensen denken is dit geen telefoonlijn, maar een data- en faxverbinding.
Naar het voorbeeld van de hotline tussen de VS en de Sovjet-Unie werden ook door andere landen vergelijkbare verbindingen aangelegd. Zo kregen de Franse president en de Engelse premier in 1966, resp. 1967 elk eveneens een eigen rechtstreekse telexverbinding met het Kremlin. Op de hotline Moskou-Parijs werd in 1989 de telex vervangen door een snelle fax, nadat eerder dat jaar al een faxverbinding tussen Bonn en Moskou aangelegd was. Hotlines zijn er voorts tussen Israël en Egypte en tussen Noord- en Zuid-Korea. Van de laatste zijn er in maart 2013 twee gesloten door Noord-Korea: een van het Rode Kruis, en een militaire, die gebruikt werd bij het regelen van het verkeer tussen Zuid-Korea en de industriële regio van Kaesŏng (die inmiddels is stilgelegd).
Op 29 april 1998 sloten de Verenigde Staten en China een overeenkomst voor het opzetten van een telefonische hotline tussen de presidenten van beide landen. In 2008 kwam daar nog een militaire hotline tussen de ministeries van defensie in Washington en Peking bij, om te voorkomen dat misverstanden tijdens crises rondom de Pacific escaleren. Ook deze verbinding bestaat uit een rechtstreekse telefoonlijn.
Pakistan en India besloten op 20 juni 2004 om een beveiligde hotline tussen hun beider ministeries van buitenlandse zaken op te zetten, om daarmee een nucleaire escalatie tussen deze twee kernmachten te voorkomen. Deze verbinding werd opgezet met hulp van Amerikaanse militaire adviseurs. Daarnaast beschikt New Delhi ook over niet-versleutelde hotlines met Moskou en Peking.

## Hotlines als telefonische dienstverlening
Naast deze hotlines tussen landen, wordt de term hotline ook gebruikt voor bijvoorbeeld telefoonlijnen en telefoonnummers die 24 uur per dag bereikbaar zijn voor mensen die bepaalde vormen van hulp nodig hebben of simpelweg voor het snel kunnen doen van bestellingen of het doorgeven van informatie. Voorbeelden zijn het telefoonnummer 116000, waarmee in de Europese Unie de vermissing van kinderen gemeld kan worden en het  voormalige radioprogramma Veronica's 80's Hotline, waarbij men telefonisch verzoekplaten kon aanvragen.